# Бердинских, Виктор Аркадьевич
Ви́ктор Арка́дьевич Берди́нских (род. 9 августа 1956, Советск, Кировская область) — известный российский историк, краевед, доктор исторических наук (1995), профессор (1996). Член Союза писателей России (с 1992), заслуженный работник высшей школы Российской Федерации, почётный работник высшего профессионального образования Российской Федерации.

## Биография
После окончания в 1978 году исторического факультета Горьковского университета начал работать в Кировском педагогическом институте, (затем Вятском государственном университете), с 1995 по 2009 год — заведующий кафедрой истории и краеведения (профессор с 1996).
В 1985 году окончил аспирантуру с защитой кандидатской диссертации «Деятельность местных партийных организаций по формированию советского студенчества в 1921—1927 гг.». В 1994 году — докторантуру при Российском государственном гуманитарном университете, защитил докторскую диссертацию «Губернские статистические комитеты и русская провинциальная историография 1860—1890-х годов».
Был руководителем аспирантуры по специальности «Отечественная история», членом диссертационного совета при Удмуртском государственном университете. Член комиссии по образованию, науке и культуры Кировской области.
Сын Иван — кандидат исторических наук.

## Научная деятельность

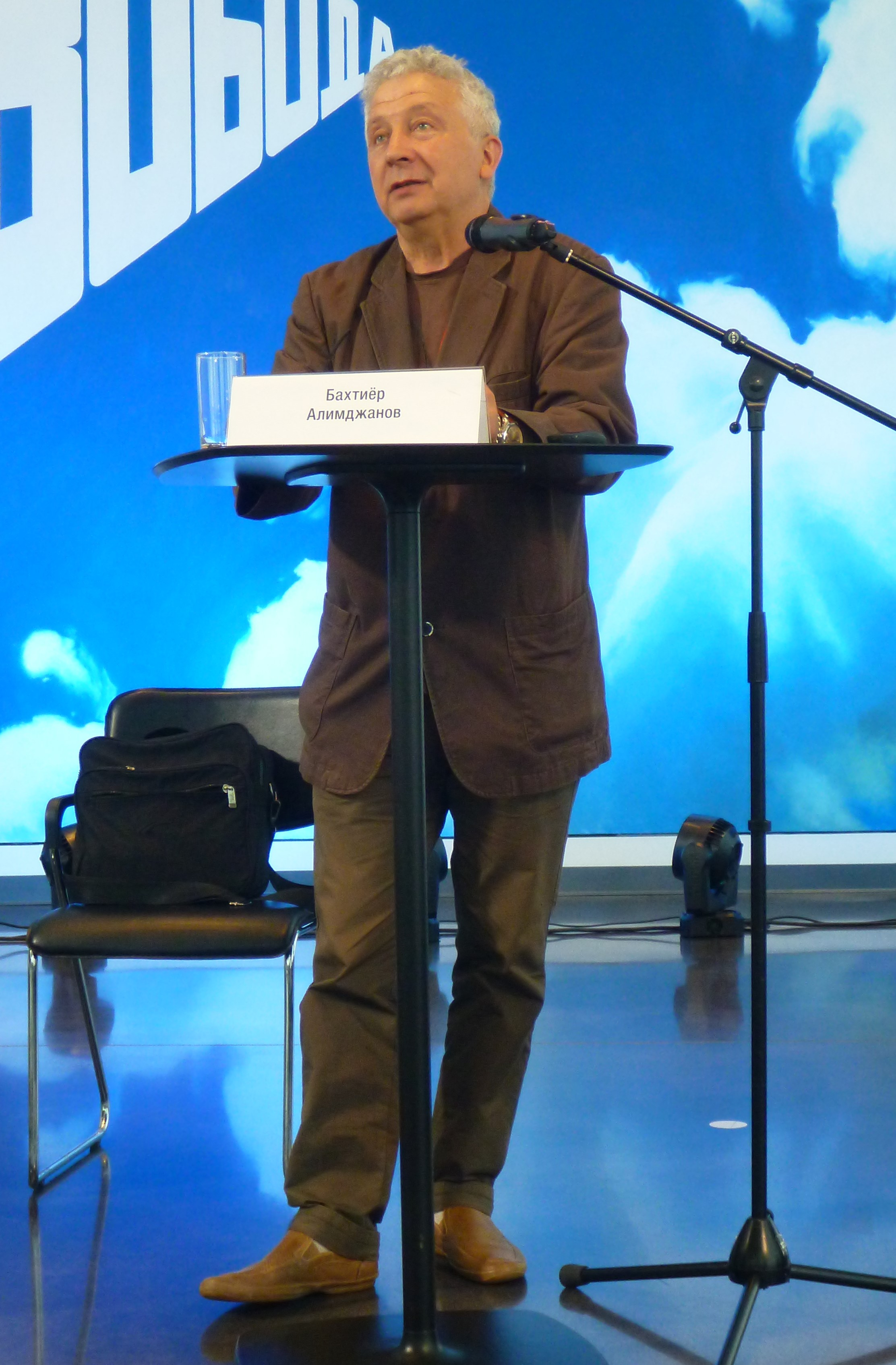
Виктор Бердинских выступает в Ельцин-центре, 23 июня 2022 года

Сфера научных интересов — русская историография, история ГУЛАГа, устная история русского крестьянства, история XX века в России, история Вятского края. Автор 30 книг изданных, в основном, в Москве и более 120 других научных работ. Публиковался в ведущих научных и литературных журналах России.

## Основные работы

### Монографии и публицистика
- «Он был Поэт не ложно…» (1987),
- «Народ на войне» (1987−1996),
- Историк на грани эпох : П. Луппов — первый историк удмуртского народа. — Ижевск : Удмуртия, 1991
- «Энциклопедия земли Вятской». В 10 томах. Том 4. История (1995),
- Вятлаг. Киров, 1998
  - «История одного лагеря (Вятлаг)» (2001);
- «Уездные историки: Русская провинциальная историография» (2003),
- «Спецпоселенцы» (Киров, 2003),
  - «Спецпоселенцы. Политическая ссылка народов Советской России» (2005),
- «История кладоискательства в России» (2005),
- «Историки Вятского края» (Киров, 2007),
- «Вятские историки. Ремесло историка в России» (2007),
- «История города Вятки» (Киров, 2008),
- «Ремесло историка в России» (М., 2009),
- «Вятские сказки» (2011),
- «Речи немых. Повседневная жизнь русского крестьянства в XX веке» (М., 2011),
- «История русской поэзии. Модернизм и Авангард» (М., 2013),
- «Русская деревня. Быт и нравы» (М., 2013),
- «История советской поэзии» (М., 2014),
- «Тайны русской души. Дневник гимназистки» (М., 2015),
- «Письма из Петрограда 1916—1919 гг.» (СПб., 2016),
- Система спецпоселений в Советском Союзе 1930—1950-х годов. — М., 2017 (в соавт. с И. В. Бердинских и В. И. Веремьевым)
- Краткая история ГУЛАГа. — СПб.: Нестор-История, 2020 (в соавт. с В. И. Веремьевым)
- «Проблемы русской историографии, истории и культуры» (Сыктывкар, 2022),
- «Биографический словарь русских историков» (М, 2022).
- «Рассказы о русской культуре» (М, 2023)

### Учебники
- Россия в IX—XVI веках : кн. для чтения по истории в 6-7 кл. общеобразоват. шк. — М.: Баласс, 2004—271 с.
- История России. XX — начало XXI века. 11 класс : практикум. — М.: Дрофа, 2009. — 223 с.
- История России с древнейших времен до конца XIX века. 10 класс : практикум. — М. Дрофа, 2010. — 190 с.

### Статьи в журналах
- Из эпистолярного наследия Дмитрия Константиновича Зеленина// Советская этнография. 1988. № 2. С. 67-71.
- Археология и кладоискательство в Вятском крае XIX века (по материалам вятского статистического комитета) // Российская археология. 1992. № 2. С. 221.
- Особенности регресса современного общества // «Белые пятна» российской и мировой истории. 2001. № 1.
- Дневник провинциальной гимназистки // Родина. 2014. № 6. С. 135—141.
- Краткая история ГУЛАГа // Новый мир. 2018. № 10 (в соавт. с В. И. Веремьевым)
- Воюющая Россия // Знамя. 2020. № 5.

## Награды
- Лауреат Всероссийской премии имени Н. М. Карамзина «За Отечествоведение»
- Лауреат Премии имени А. И. Герцена.
- Лауреат Премий Правительства Кировской области.